# Tvrtkovac
Tvrtkovac je planina u Bosni nedaleko od Zenice. Najviši vrh je na 1304 metra nadmorske visine. U srednjem vijeku bio je važno strateško uporište u vrijeme kralja Tvrtka I. Kotromanića. Vjeruje se da je po kralju Tvrtku planinski vrh dobio ime. Kralj Tvrtko je stolovao u Bobovcu kod Kaknja, a koji je susjedan mjesnoj zajednici Seocima. U ratu u BiH ovdje su se napasala krda stoke koje su čuvali borci Armije RBiH za potrebe Armije. Zbog strateški važna položaja planina, na jednoj od kota bio je smješten protuzrakoplovni top PAT. Na planini je planinarski dom zeničkih medicinskih radnika. Svoje su planinarsko društvo nazvali po Tvrtkovcu. Planinarsko društvo skrbi se za Dom zdravstvenih radnika u Pepelarima na Tvrtkovcu.
Planinarsko društvo Tvrtkovac su 17. veljače 1969. osnovali Saliha Gafić, Ivan Didler Konjevod, Rešad Mutapčić, Slavica, Fatma Dračo i dr. Za zgradu doma uzeli su šumsku kuću iznad Pepelara, u kojoj je do 15. svibnja 1942. godine bio smješten štab Zeničkog partizanskog odreda. Članovi Štaba su preživjeli četnički puč, a partizani koji su bili u selu Bijele Vode mučki su ubijeni. Poslije 1995. godine ušla su sredstva i na temeljima starog doma nikao je jedan od najljepših planinarskih domova u BiH.
Planinarski dom je na nadmorskoj visini 704 m, na samom rubu bogate crnogorične šume. U podnožju je selo Pepelari, pored kojeg protječe Pepelarska rijeka.

## Vanjske poveznice
- Facebook Seoca, video
- Facebook Zenica - stare priče i pričice
- Planinarenje.ba Tvrtkovac
- PD Medveščak